# Hannes Messemer
Hannes Messemer est un acteur allemand né le 17 mai 1924 à Dillingen, mort le 2 novembre 1991 à Aix-la-Chapelle.

## Biographie et carrière
En 1947, il reçoit son premier rôle au théâtre de Tübingen, suivent de nombreux engagements théâtraux à Hanovre, Bochum, Munich (Kammerspiele), Hambourg, Düsseldorf et au Ruhr Festival Recklinghausen.
En 1956, il fait ses débuts au cinéma aux côtés de Maria Schell dans Rose Bernd (1957, d'après l’œuvre du même nom de Gerhart Hauptmann). Au cours des trente années qui suivent, il incarne des personnages classiques tel Richard II de Shakespeare mais aussi de nombreux nobles et officiers. 
En raison de ses bonnes compétences linguistiques, il reçoit des rôles dans des productions anglaises, françaises, italiennes et américaines peu de temps après avoir commencé sa carrière cinématographique. En effet, Hannes Messemer joue notamment aux côtés de Brigitte Bardot dans Babette s’en va-t-en guerre, dans Le Général Della Rovere avec Vittorio De Sica, La Grande Évasion en 1963 avec Steve McQueen, il incarne Alfred Jodl aux côtés de Bruno Cremer et de Jean-Paul Belmondo dans Paris brûle-t-il ?
Il fait diverses apparitions dans des séries télévisées telles Derrick , SOKO brigade des stups. 
L'acteur prête également sa voix dans de nombreuses productions radiophoniques et livres audio .
Hannes Messemer s'est marié quatre fois. Sa deuxième épouse Rosl Schäfer et sa troisième épouse Susanne Korda sont actrices.
Fumeur et buveur invétéré durant toute sa vie, Messemer a souffert d’un cancer de la gorge dans les années 1980, et une opération l’a laissé avec une voix réduite à un simple murmure. Contraint de prendre sa retraite d’acteur, il est apparu pour la dernière fois à la télévision allemande en 1989, dans une production aux côtés d’Agnes Fink. Il est mort d’une crise cardiaque à Aix-la-Chapelle le 2 novembre 1991, à l’âge de 67 ans.

## Filmographie
- 1957 : Rose Bernd de Wolfgang Staudte : August Keil
- 1957 : Les SS frappent la nuit ou La Nuit quand le diable venait (Nachts, wenn der Teufel kam) de Robert Siodmak : SS-Gruppenführer Rossdorf
- 1957 : Der gläserne Turm (de) d'Harald Braun : Dr. Krell
- 1958 : Madeleine et le légionnaire (Madeleine und der Legionär) de Wolfgang Staudte : Robert Altmann
- 1958 : Le Médecin de Stalingrad (Der Arzt von Stalingrad) de Géza von Radványi : Pjotr Markow
- 1958 : Taïga (en) de Wolfgang Liebeneiner : Roeder
- 1959 : Douze Heures d'horloge de Géza von Radványi : Serge
- 1959 : Pris au piège (en) (Menschen im Netz) de Franz Peter Wirth : Braun
- 1959 : Babette s'en va-t-en guerre de Christian-Jaque :  Général von Arenberg
- 1959 : Le Général Della Rovere (Il generale della Rovere) de Roberto Rossellini : Col. Mueller
- 1959 : Un jour qui ne finira plus (de) (Ein Tag, der nie zu Ende geht) de Franz Peter Wirth
- 1959 : La Grande vie de Julien Duvivier
- 1960 : Les Évadés de la nuit (Erra notte a Roma) de Roberto Rossellini : Commandant
- 1960 : La Nonne et les mauvais garçons (Auf Engel schießt man nicht) de Rolf Thiele : Suarez
- 1960 : La Main rouge (Die Rote Hand) de Kurt Meisel : Mahora Khan
- 1960 : Die Brücke des Schicksals de Michael Kehlmann : Klaus Urban
- 1961 : Le Dernier Convoi (Der Transport) de Jürgen Roland : Lt. Bleck
- 1961 : Er ging an meiner Seite de Michael Kehlmann (téléfilm)
- 1962 : Liebe im September d'Arthur Maria Rabenalt (téléfilm) : Graham Colby
- 1963 : La Grande Évasion (The Great Escape) de John Sturges : Kommandant von Luger
- 1963 : Amphitryon 38 de Dietrich Haugk (téléfilm) : Amphitryon
- 1963 : Streng geheim - Ich war Cicero de Rudolf Nussgruber (téléfilm) : Attache
- 1963 : Die Legende vom heiligen Trinker de Franz Josef Wild (téléfilm) : Andreas Kartak
- 1964 : Die Dame mit dem Spitzentuch de Rudolf Nussgruber : Baron von Falkenhausen
- 1964 : Agent spécial à Venise (ou Voir Venise... et crever) d'André Versini (téléfilm) : Carl Natzka
- 1964 : Bericht von den Inseln de Kurt Wilhelm (téléfilm) : José
- 1964 : Der trojanische Krieg findet nicht statt de Franz Josef Wild (téléfilm) : Ulysses
- 1965 : Der Arme Mann Luther de Franz Peter Wirth (téléfilm) : Mönch
- 1965 : Ninotschka d'Imo Moszkowicz (de) (téléfilm) : Krasnow
- 1965 : Plädoyer für einen Rebellen de Michael Kehlmann (téléfilm) : Keller
- 1966 : L'Espion de Raoul Lévy : Dr. Saltzer
- 1966 : Paris brûle-t-il ? de René Clément : Général Jodl
- 1966 : Le congrès s'amuse (Der Kongreß amüsiert sich)  de Géza von Radványi : le prince de Metternich
- 1966 : Grieche sucht Griechin de Rolf Thiele: Fahrcks
- 1966 : Die fünfte Kolonne (série télévisée 1 épisode, Stahlschrank SG III) de Rudolf Jugert : Dr. Gregor
- 1966 : Flieger Ross de Michael Kehlmann (téléfilm) : Allenby
- 1967 : Das Attentat - L.D. Trotzki d'August Everding (téléfilm) : Salazar
- 1967 : Silo 15 d'Hans-Dieter Schwarze (téléfilm) : Ralph Thompson
- 1967 : Bericht eines Feiglings de Michael Kehlmann (téléfilm) : Pavel Karpisiak
- 1968 : König Richard II.  de Franz Josef Wild (téléfilm) : Richard II
- 1969 : Die Verschwörung de Franz Josef Wild (téléfilm) : Caesar
- 1969 : Bericht einer Offensive d'Hagen Müller-Stahl (téléfilm) : Colonel Henriot
- 1970 : Die Berufe des Herrn K (série télévisée)
- 1970 : Mit sich allein de Michael Kehlmann (téléfilm) : Keith Bailey
- 1971 : Aus Mangel an Beweisen  de Michael Kehlmann (téléfilm) : Roberto
- 1972 : Der 21. Juli de Peter Schulze-Rohr (téléfilm) : Goerdeler
- 1973 : Alle lieben Célimare de Thomas Engel (téléfilm) : Vernouillet
- 1973 : Ein Fall für Goron  d'Oswald Döpke (téléfilm)
- 1974 : Wer stirbt schon gerne unter Palmen d'Alfred Vohrer : Jean-Pierre Pineaud
- 1974 : Le Dossier Odessa (The Odessa File) de Ronald Neame : General Glücks
- 1974 - 1975 : Sergeant Berry d'Harald Philipp (série télévisée 24 épisodes) : Commissioner Deeds
- 1975 : Der tödliche Schlag de Franz Josef Wild : Odysseus
- 1976 : Das Fräulein von Scuderi de Lutz Büscher (téléfilm) : René Cardillac
- 1976 : Oblomows Liebe de Claus Peter Witt (téléfilm) : Narrator
- 1976 : Die Fastnachtsbeichte d'Eberhard Itzenplitz (téléfilm) : Panezza
- 1976 : Fünf Prüfungen des Oberbürgermeisters de Claus Peter Witt (téléfilm) : Konrad Adenauer
- 1977 : Les généraux, anatomie de la bataille de la Marne (Generale - Anatomie der Marneschlacht) de Franz Peter Wirth (téléfilm) : Gallieni
- 1977 : Die Dämonen de Claus Peter Witt (série télévisée) : Stepan Trofimowitsch Werchowenski
- 1977 : Onkel Silas (série télévisée 2 épisodes) : Onkel Silas
- 1977 - 1982 : Sonderdezernat K1 (série télévisée 2 épisodes)
- 1978 : Polizeiinspektion 1 (série télévisée 1 épisode)
- 1978 : Ein Hut von ganz spezieller Art d'Hans-Dieter Schwarze (téléfilm) : Herr Wühlisch
- 1978 - 1983 : Inspecteur Derrick (Derrick) (série télévisée 3 épisodes) : Egon Peiss / Herr Obermann / Ulrich Hauff
- 1979 : Union in der festen Hand 1.Teil de Claus Peter Witt (téléfilm) : von Zander
- 1979 : Union in der festen Hand 2. Teil de Claus Peter Witt (téléfilm) : von Zander
- 1980 : Die Paulskirche (téléfilm)
- 1980 : Liebe bleibt nicht ohne Schmerzen d'Alfred Vohrer (téléfilm) : Herr Schirmer
- 1980 : Die Ursache de Michael Verhoeven (téléfilm)
- 1981 : Kennwort Schmetterling de Claus Peter Witt (téléfilm) : Bouwmeester
- 1981 : Collin de Peter Schulze-Rohr (téléfilm) : Havelka
- 1982 : Flüchtige Bekanntschaften de Marianne Lüdcke (téléfilm) : Paul
- 1982 : Frau Jenny Treibel de Franz Josef Wild (téléfilm) : Leutnant a.D. Vogelsang
- 1982 : Der kleine Bruder de Rainer Söhnlein (téléfilm) : Reini
- 1983 : Die Geschwister Oppermann d'Egon Monk (série télévisée) : Gutwetter
- 1983 : Kontakt bitte... (série télévisée)
- 1983 : Konsul Möllers Erben de Claus Peter Witt (série télévisée)
- 1983 : Soko brigade des stups (SOKO 5113) (série télévisée)
- 1983 : Inspecteur Derrick : Obermann (ép. 105, 'Paix intérieure')
- 1983 - 1984 : Diese Drombuschs de Michael Günther et Michael Werlin (série télévisée 4 épisodes) : Herr Diehl / Kunde
- 1984 : Das zerbrochene Haus de Michael Günther (téléfilm)
- 1985 : Gespenstergeschichten d'Amelia Jacobs et John MacLaughin (série télévisée)
- 1986 : L'enquêteur (Der Fahnder) de Jürgen Bretzinger, Hajo Gies (série télévisée 1 épisode, Kettenreaktion) : Lersch
- 1989 : Langusten de Rolf Hädrich (téléfilm) : Ernst